# Torre Sant Sebastià
La Torre Sant Sebastià è una torre di sostegno alta 78 metri che si trova a Barcellona.
Costruita nel 1931 dall'architetto Carles Buïgas, la torre è il capolinea del Transbordador aéreo che attraversa il porto di Barcellona, collegando la Torre Jaume I con il Montjuïc.